# Curt Cappel
Curt Cappel (* 13. Juli 1944 in Obersarten, Landkreis Schwetz (Westpreußen); † 4. März 2014 in Minden, Westfalen) war ein deutscher Tier- und Dokumentarfilmer.

## Leben
Cappel wuchs in Minden und im oberbergischen Wiehl auf. Im Jahr 1963 ging er nach Australien, wo er mehrere Industriefilme und eine Dokumentation über die Reise eines Luxusliners um die Welt drehte. Von 1970 bis 1981 arbeitete er als Kameramann für Heinz Sielmann und dessen TV-Reihe „Expeditionen ins Tierreich“.
Anfang der 1980er Jahre machte er sich selbstständig und ließ sich im Jahr 1982 in Minden nieder. Er produzierte zahlreiche Tier- und Dokumentarfilme für Fernsehen, Unterricht und Schule sowohl in der heimischen Natur als auch in der Südsee.
Er schrieb und fotografierte für zahlreiche Tageszeitungen, Zeitschriften und Magazine. Im Jahr 1990 verfasste er das Buch „Nachttiere mit der Kamera belauscht“. In seinen letzten Lebensjahren hielt er vornehmlich Vorträge in Schulen und Seniorenheimen.

## Schriften
- Nachttiere – mit der Kamera belauscht. Landbuch, Hannover 1990, ISBN 3-7842-0436-8.

## Filme (Auswahl)
- Bush dwellers of Australia 1 + 2 (1969)
- Ratten im Südseeparadies (1980)
- Planungsopfer Fischotter & Co (1983)
- Altbauwohnungen im Wald (1983)
- Kein Platz für Teichhuhn & Co. (1985)
- Zu Fuß durch die Südsee / Riffmarsch auf Rangiroa (1986)
- Waschbären, Faunenfremdlinge in unseren Wäldern (1986)
- Wo der Dachs ruft (1987)
- Ein Jahr mit Dachsen (1988)
- Der Marderhund (1988)
- Zu Fuß durch die Südsee / Berge von Tahiti (1990)
- Waschbären und Marderhunde (1995)
- Nico zog aus, um überleben zu lernen (1997)
- Der Wald und seine Wunder (1999)
- Eine Nacht im Dachswald (2000)
- Moana, die Trauminsel am Ende der Welt (2001)
- Heimliche Untermieter (2001)
- Südsee: Traumreise zum Ende der Welt (2007)
- Die Nacht der Waschbären (2007)